# Agnieszka Osiecka
Agnieszka Osiecka (9. října 1936, Varšava – 7. března 1997, Varšava) byla polská spisovatelka, textařka, novinářka, dramatička a scenáristka. Napsala okolo 2000 písňových textů, jimiž se proslavila nejvíce. Vedle toho psala básně, beletrii, knihy pro děti, divadelní hry a vydala i několik vzpomínkových knih. Její texty zhudebnili takoví skladatelé jako Krzysztof Komeda, Seweryn Krajewski, Adam Sławiński nebo Zygmunt Konieczny. Napsala text například i k písním v seriálu Čtyři z tanku a pes (hudba Wojciech Kilar).

## Život
Byla dcerou Wiktora Osieckého (1905−1977) a jeho manželky Marie rozené Sztechmanové (1910−1994), kteří v meziválečném období provozovali literární salony v kavárnách "Ziemiańska" a "Sztuka i Moda". Otec se narodil v Bělehradě, ale považoval se za občana Rakouska-Uherska. Brzy po Agnieszčině narození se rodina usadila v Zakopaném, kde její rodiče pracovali v kavárně "Watra". Během německé okupace provozovali stejnojmennou restauraci ve Varšavě. Po porážce varšavského povstání (1944), které přežili ve sklepích, byla rodina poslána do tranzitního tábora v Pruszkowě a poté deportována na nucené práce do St. Pöltenu v Dolních Rakousích. V roce 1945 se rodina Osieckých vrátila do Varšavy. Otec v tomto období opustil rodinu, když se zapletl s herečkou Jozéfinou Pellegriniovou.
V letech 1948 až 1952 navštěvovala dívčí střední školu Marie Curie-Skłodowské ve varšavské čtvrti Saska Kępa. V letech 1952 až 1956 studovala na Fakultě žurnalistiky Varšavské univerzity a v letech 1957 až 1962 na katedře filmové režie Státní vysoké školy divadelní a filmové v Lodži. Během studií režírovala filmovou etudu Slon podle povídky Sławomira Mrożka a asistovala při natáčení filmu Andrzeje Wajdy Nevinní čarodějové. Už na škole prý ale pochopila, že režírování pro ni není. "Ve druhém nebo třetím ročníku jsem si uvědomila, že nebudu režisérkou, když jsem začala psát písně a články. Protože člověk, který píše, to zvládne sám v pokoji, v tramvaji, pod svým oblíbeným stromem, kdežto pro film musí mít šílenou energii, zdraví a schopnost být ve velkých skupinách lidí," komentovala to později.
V letech 1954–1972 byla spojena se Studentským satirickým divadlem, pro které začala psát písňové texty – pro divadlo napsala 166 písní. V letech 1954 až 1957 publikovala své texty, eseje a reportáže v časopisech Głos Wybrzeże, Nowa Kultura, Sztandar Młodych a Po prostu. Později psala také pro časopisy Literatura, Kultura a Polska. Stala se členkou Svazu polských spisovatelů. V roce 1956 začala psát texty i pro televizní reklamy. Reklamě se věnovala i později a je málo známo, že je autorkou slavného reklamního sloganu "Coca Cola - to je ono!", který vymyslela pro kampaň Coca Coly ve východním bloku v roce 1972. Na konci 50. let měla poměr se spisovatelem Markem Hłaskem. Nakonec se ale rozešli, jejím manželem se stal později novinář Daniel Passent, s nímž měla v roce 1973 své jediné dítě, dceru Agátu.
V roce 1963 získala první cenu v kategorii scénická píseň na 1. národním festivalu polské písně v Opolí. Její muzikálový pořad Niech no tylko zakwitną jabłonie (1964, světová premiéra v Divadle Ateneum ve Varšavě, v režii Jana Biczyckiho) získal hlavní cenu na Festivalu polské současné dramatiky v roce 1964 a stal se největším divadelním hitem 60. let v Polsku. V letech 1963 až 1970 připravovala spolu s Janem Borkowským v Polském rozhlase pořad Radio Song Studio, který pomohl prosadit mnoho talentů polské populární hudby. V roce 1966 získala na festivalu v Opolí Cenu Ministerstva kultury a umění za píseň Na całych jeziorach – ty a druhou hlavní cenu za píseň Dookoła noc się stała. V témže roce vydala dlouhohrající autorské album s názvem Piosenki Agnieszka Osiecka, které obsahovalo obě oceněné písně. Do polštiny přeložila písně sovětského zpěváka Bułata Okudžavy a on jí věnoval píseň Proszczanie s Polszej.
V roce 1985 si několik měsíců vedla deník věnovaný Adamu Michnikovi, který byl poté odsouzen ke 3 letům vězení. Kniha vyšla v roce 2008. V letech 1994 až 1996 spolupracovala s André Hübner-Ochodlem v divadle Atelier v Sopotech, které založil. Pro Atelier napsala své poslední hry (Chuť na smrt a Péřový pás) a písně, které byly kritikou považovány za nejdokonalejší v její umělecké tvorbě. Zemřela 7. března 1997 na rakovinu tlustého střeva ve varšavské nemocnici. Bylo všeobecně známo, že trpěla alkoholismem.
V roce 1997 jí byl posmrtně udělen Řád znovuzrozeného Polska. V roce 2020 o ní natočila polská veřejnoprávní Telewizja Polska životopisnou minisérii, kde ji ztvárnily herečky Eliza Rycembelová a Magdalena Popławska.